# The Art History Project: Unreleased Art Vol. IV
The Art History Project: Unreleased Art Vol. IV ist ein posthumes Album des Altsaxophonisten Art Pepper. Die zwischen 1951 und 1982 entstandenen Aufnahmen erschienen 2009 auf Widow’s Taste, dem Label seiner Witwe Laurie Pepper. Es war das vierte Album einer Serie von Veröffentlichungen aus dem Nachlass mit dem Titel Unreleased Art.

## Hintergrund
Diese Art-Pepper-Edition versucht, so Richard S. Ginell, den gesamten Verlauf seiner wechselvollen Karriere abzudecken. Das Drei-CD-Set ist jeweils in drei Perioden unterteilt – der frühe Art Pepper aus den 1950er Jahren der Cool Jazz Ära, „seine verlorenen Jahre“ in den 1960er-Jahren, als er den größten Teil des Jahrzehnts wegen der Anklage des Drogenbesitzes im Gefängnis verbrachte, und das endgültige Comeback ab Mitte der 1960er-  und 70er-Jahre bis zu seinem Tod im Jahr 1982.
Die erste CD beginnt mit einem Titel, auf dem man Art Pepper als Mitglied des Stan Kenton Innovations in Modern Music Orchesters erlebt, „mit seinen gruseligen, wirbelnden dissonanten Streichern und dem rasanten Blech“. Dieser Titel, „Art Pepper“ benannt, wurde von Peppers damals besten Freund, dem Trompeter Shorty Rogers geschrieben und arrangiert. Den Rest der CD bilden Bop- und Cool-Jazz-Sessions, die bis 1957 entstanden sind. Die Auswahl der Titel erfolgte zugunsten von weniger bekanntem Material von kleinen Labels wie Jazz West, Omegatape und Tampa. Sie ist daher nicht ganz repräsentativ für diese Zeit, schrieb Ginell, da Art Peppers bekannteste Alben dieser Phase wie Art Pepper + Eleven, Straight Life und Meets the Rhythm Section sowie einigen anderen umgeht.
Auf Disc 2 brachte Laurie Pepper sechs bisher unveröffentlichten Probenstücke mit einem neu gegründeten Quartett heraus. Es sind Aufnahmen, die im Studio aufgrund einer kurzen Lücke zwischen den Inhaftierungen im Jahr 1964 entstanden waren. Die CD endet mit einem Sprung ins Jahr 1968; enthalten ist der bluesige Titel „Chelsea Bridge“, der während Peppers kurzer Mitgliedschaft mit der (rockigen) Buddy Rich Big Band entstand, enthalten auch als Bonustrack der CD Mercy, Mercy.
Die dritte CD widmet sich Peppers in den weiteren Ausgaben von Unheard Art reichhaltig dokumentierter letzte Lebensphase; sie enthält vier weitere unveröffentlichte Titel, zusammen mit drei, die ursprünglich nur in Japan veröffentlicht wurden, wo Pepper während der Gefängnisjahre in Abwesenheit zu einer Altsaxophon-Ikone geworden war.

## Titelliste
- Art Pepper: The Art History Project: Unreleased Art Vol. IV (Widow's Taste – APM 09001)[2]

### Disc 1: Pure Art (1951–1960)
1. Art Pepper (Shorty (Milton) Rogers) 5:17
2. Fascinatin' Rhythm (George & Ira Gershwin) 4:23
3. Patricia (Art Pepper) 3:36
4. Tickle Toe (Lester Young) 2:51
5. Pepper Returns (Art Pepper) 4:24
6. Mambo de la Pinta (Art Pepper) 4:14
7. These Foolish Things (Remind Me of You) (Jack Strachey) 2:38
8. Cool Bunny (Art Pepper) 4:13
9. Besame Mucho (Velasquez, Skylar) 3:58
10. Art's Oregano (Art Pepper) 3:08
11. Diane (Art Pepper) 3:32
12. I Can't Believe That You're in Love with Me (Gaskill, Jimmy McHugh) 5:22
13. Straight Life (Art Pepper) 2:49
14. Everything Happens to Me (Matt Dennis, Tom Adair) 3:10
15. Nutmeg (Art Pepper) 3:11
16. What’s New (Bob Haggart, Johnny Burke) 4:04
17. Begin the Beguine (Cole Porter) 7:21

### Disc 2: Hard Art (1960–1968)
1. Rehearshal 1:07
2. Track 2 (Art Pepper) 7:51
3. So in Love (Cole Porter) 10:54
4. Talk 0:15
5. That Crazy Blues (Cole Porter) 6:24
6. D Section (Art Pepper) 10:44
7. Chelsea Bridge (Billy Strayhorn) 5:11

### Disc 3: Consummate Art (1975–1982)
1. Caravan (Ellington, Mills, Tizol) 12:55
2. Lost Life (Art Pepper) 8:37
3. Landscape (Art Pepper) 12:46
4. Angle Wings (Art Pepper) 5:16
5. Historia de un Amor (Carlos Almaran) 7:43
6. Mambo Koyama (Art Pepper) 14:11
7. That’s Love (Art Pepper) 7:30

- Track 1-1: 18. Mai 1950
- Tracks 1-2, 1-17: 1. April 1957
- Tracks 1-3, 1-5, 1-6: 6. August 1956
- Tracks 1-4 & 1-14: 29. März 1953
- Track 1-8: 14. Januar 1957
- Track 1-9 & 1-11: 23. Januar 1956
- Tracks 1-12 & 1-16: 26. November 1956
- Tracks 1-10, 1-13 & 1-15: 25. August 1954
- Tracks 2-1 bis 2-6: Mai 1964
- Tracks 3-1 und 3-7: Yamagata 14. März 1978
- Track 3-3 und 3-6: Fat Tuesdays NYC April  1982
- Track 3-4 und 3-5: Hollywood 1980

## Rezeption
Richard S. Ginell verlieh dem Album in AllMusic 4½ (von fünf) Sterne und schrieb zur zweiten CD: „Nun ist dies ein wichtiges Übergangsmaterial, gut aufgenommen und gut. Es lohnt sich zu hören, denn der Einfluss von John Coltrane hat seine tiefen Spuren hinterlassen, und Peppers Exkursionen gehen über die Grenzen von Bop-Veränderungen und -Strukturen hinaus und sind bereit, einen Teil dieses goldenen Tons zu opfern, um das Äußere zu erkunden.“ Zur letzten CD merkte der Autor an: „Jetzt ist das von Coltrane und dem Gefängnissystem entzündete Feuer zu einem großartigen lodernden Feuer geworden, die Ballade (‚Lost Life‘) ist tief empfunden, ein Rückfall in die 50er Jahre (‚Angel Wings‘) swingt genauso sprudelnd, und es gibt eine lange funky Nummer, ‚Mambo Koyama‘ (komplett mit Manuskript-Partitur in der Broschüre), die von Peppers Fähigkeit zeugt, mit den besten Funkmusikern dieser Zeit zu rocken.“